# Нордстранд (Німеччина)
Нордстранд (нім. Nordstrand) — громада в Німеччині, розташована в землі Шлезвіг-Гольштейн. Входить до складу району Північна Фризія. Складова частина об'єднання громад Нордзе-Трене.
Площа — 57,43 км2. Населення становить 2237 ос. (станом на 31 грудня 2020).

## Галерея

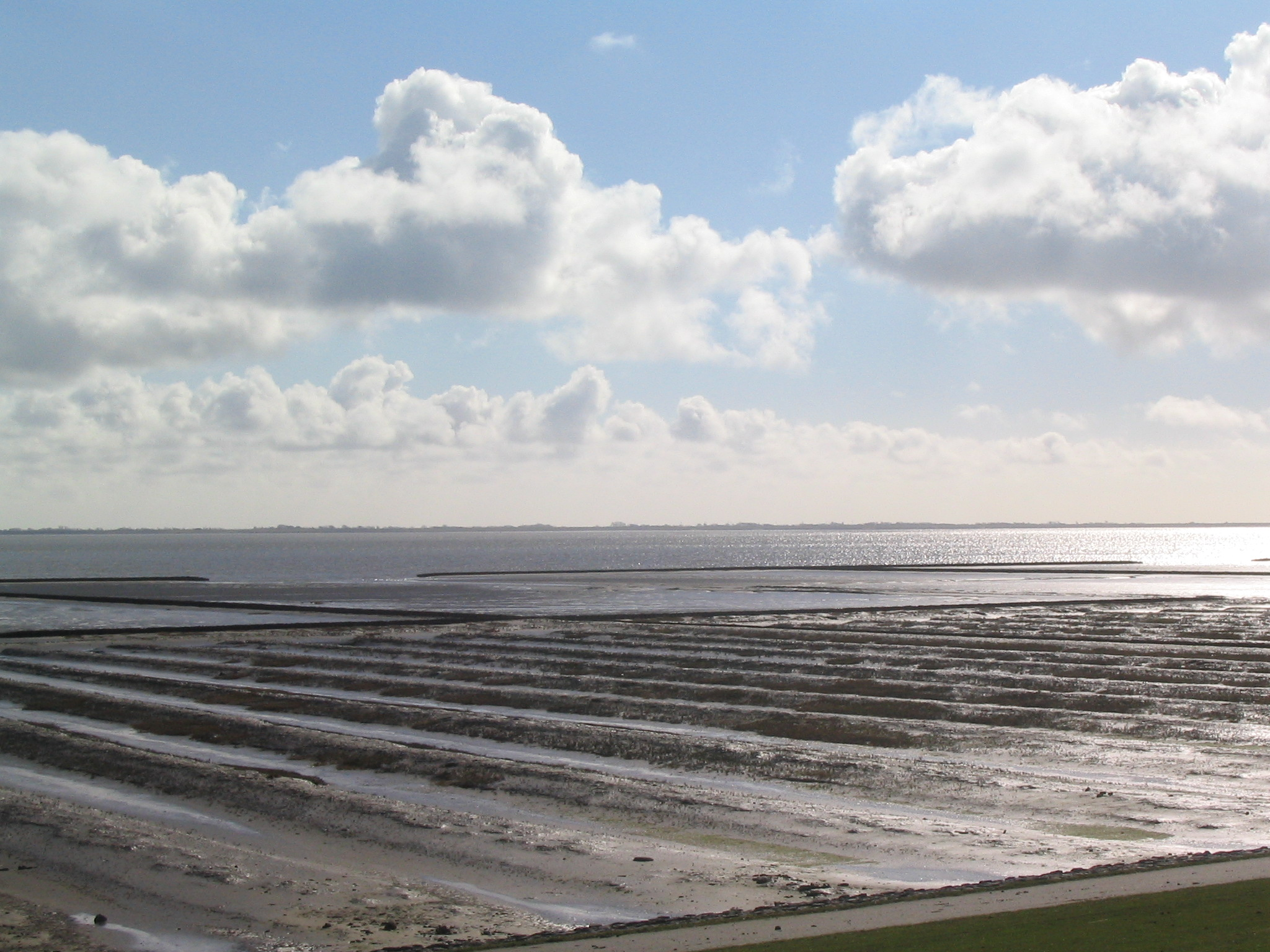
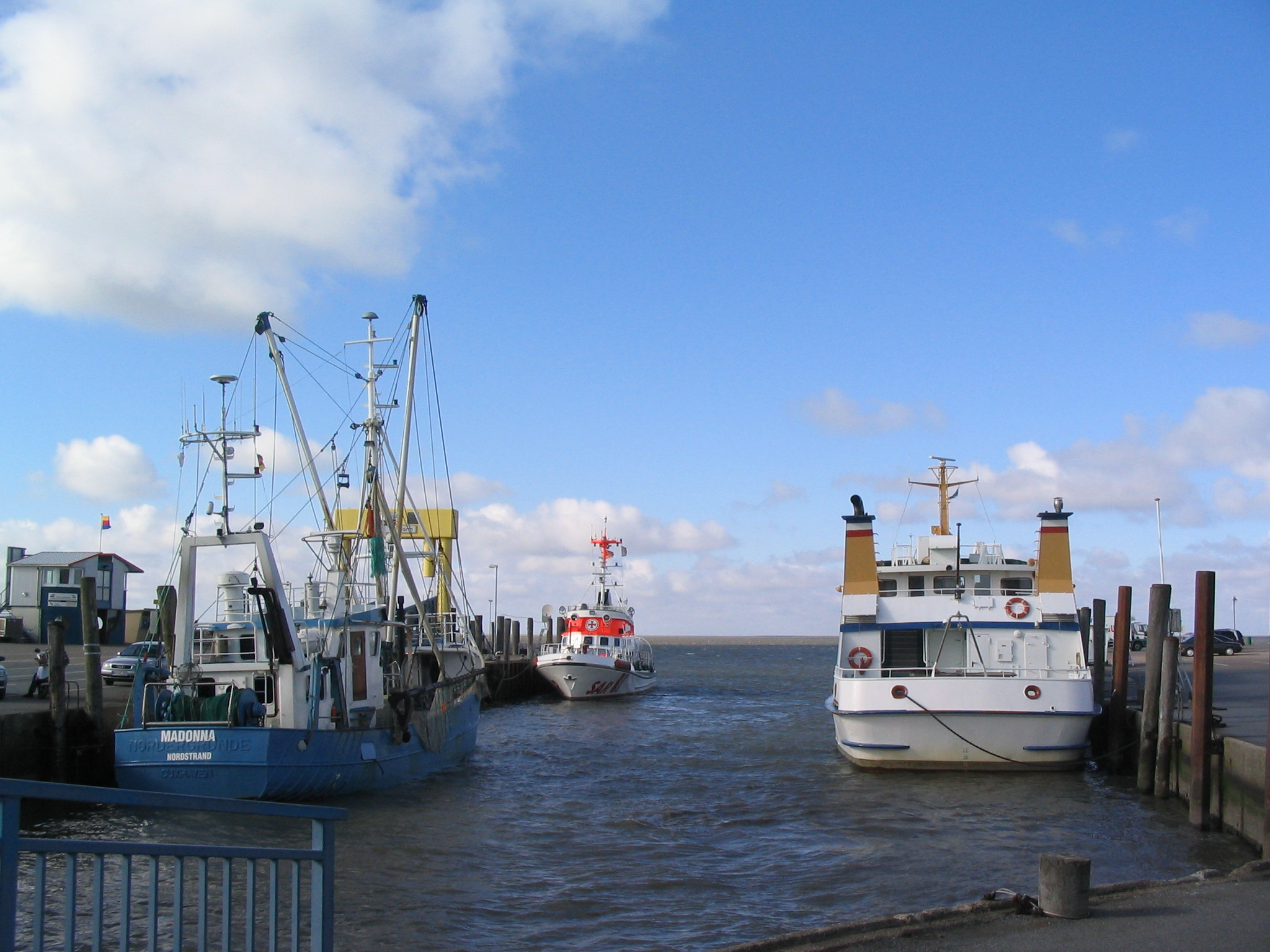
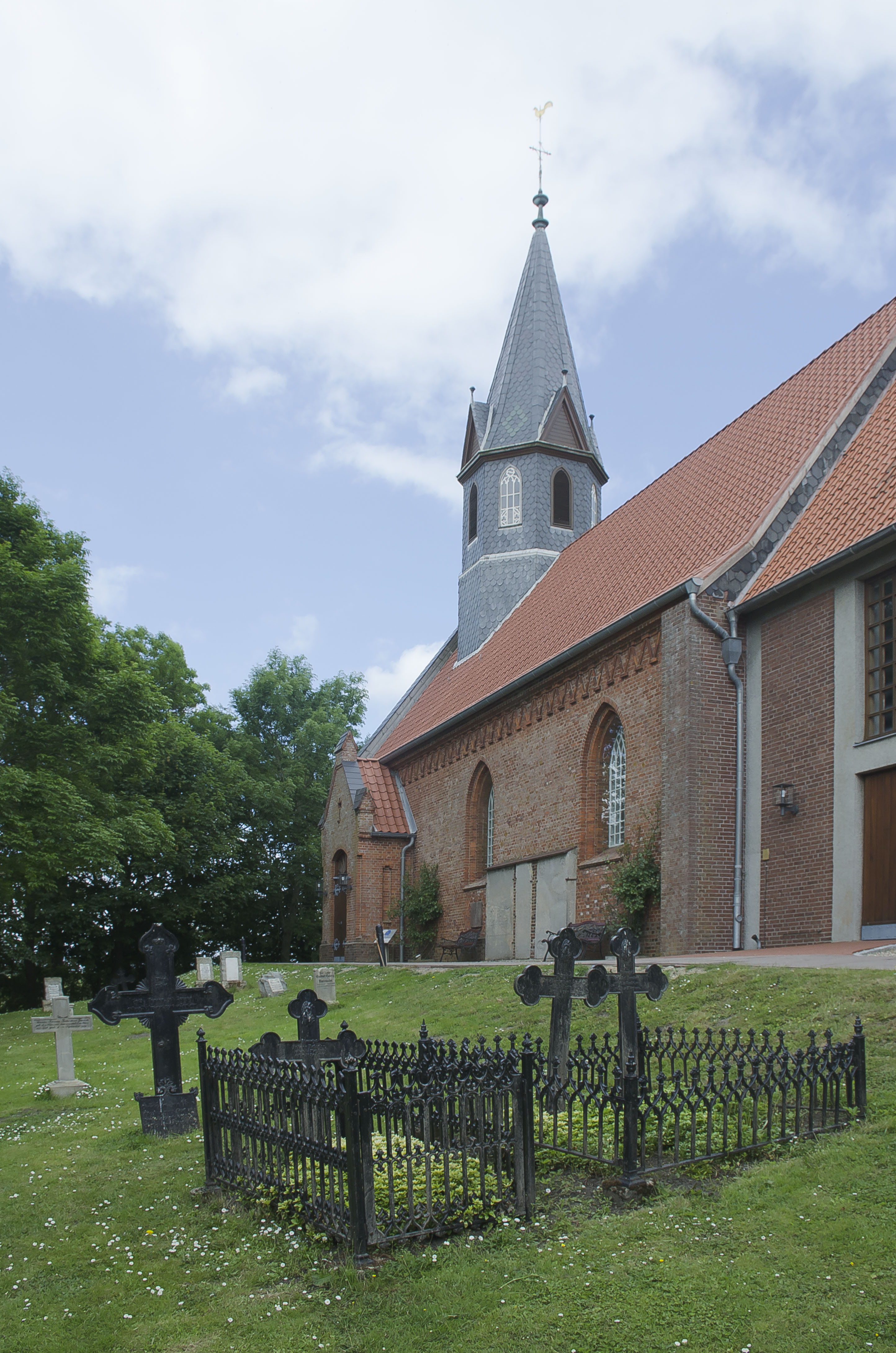